# プラバルガッド砦
プラバルガッド砦（Prabalgad Fort、別名 MuranjanまたはPradhangad）は、インドマハーラーシュトラ州のMatheranおよびPanvelの間、西ガーツ山脈の標高約700メートルに位置する砦である。砦はMatheranに近接する高原に建設されたが、Matheranとは違い、十分な水源がない。砦はシヴァージーの統治下にマラーター王国軍によって接収され改名されるまでMuranjanとして知られていた。砦にはガネーシャ神の神殿およびいくつかの石造の遺跡が残っている。Irshalgadが姉妹砦である。 プラバルガッド砦の隣、北側には峻険なKalavanti（別名Kalavantin） Fortがある. 両者はしばしば混同されるが、別々の砦である。

## 歴史
現在の形となるプラバルガッド砦はバフマニー朝の時代、North KonkanのPanvel FortおよびKalyan Fortを監視する目的で建設された。 1458年頃、アフマドナガル王国の宰相Malik AhmadがKonkan遠征の際、接収した。バフマニー朝滅亡後も砦はアフマドナガル王国のもと、存続した。アフマドナガル王国崩壊時には王国の軍人シャハージーは失敗に終わったものの、ムガル帝国軍およびアーディル・シャヒー朝軍それぞれに対抗して妻Jijabaiと年少の息子シヴァージーとともに短期間、砦に陣を構えた。が、シャハージーの敗北とNorth KonkanのMahuliとの講和により砦はムガル帝国に割譲され、ムガル帝国は砦を含む地域全体の支配権をビジャプールのアーディルシャーに付与した。砦は1657年、Kalyan-Bhivandi 地域における支配権を確立したシヴァージーによってムガル帝国から奪還された。 奪還時、砦はムガル帝国軍の将軍Kesar Singhが指揮し、激しい抵抗をした唯一の砦だった。敗北の気配が濃厚となったとき、砦にいた一人の女性が尊厳を守るため、Jauharと呼ばれる伝統的な自殺で名誉の死を遂げた。 Singhは1657年10月、戦いのさなか戦死した。Singhの母とその孫は隠れ、攻撃から逃れようとした。シヴァージーは慈悲の心から彼らが安全に脱出できるよう取り計らった。
1826年、独立運動家Umaji Naikとその支援者達が短期間、砦を本拠とした。

## 地理
プラバルガッド砦はPrabal高原のMatheranとPanvelの間にあり、Mumbai-Pune Expresswayから見ることができる. Ulahas Riverが砦の東を流れ、西側にはガンジス川、Chanderi砦、およびPeb砦、南はPatalganga Riverと Manikgad、北側にはKarnala砦がある。

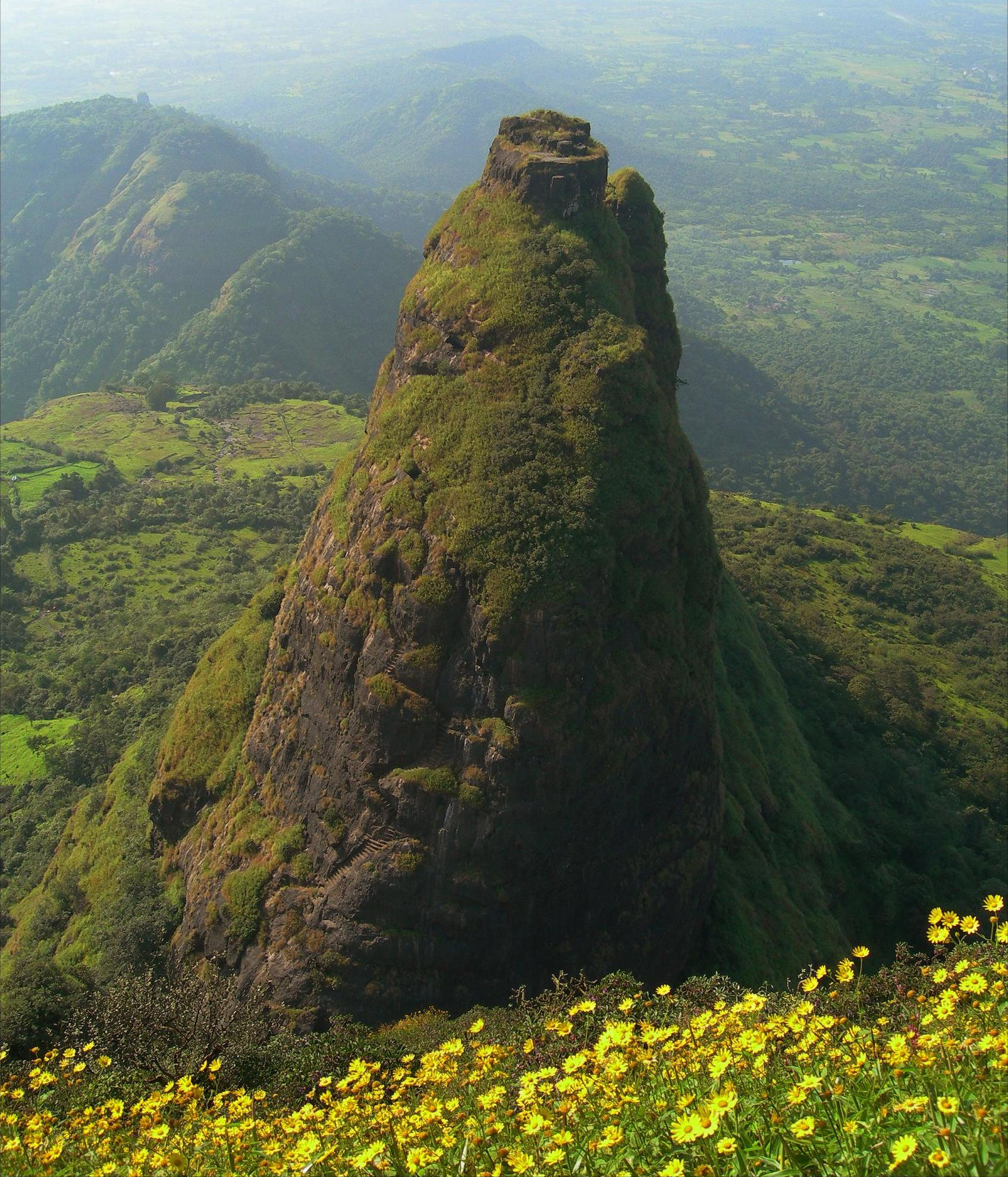
Kalavantin Durg

Kelve Teen (別名Kalavati、 KalavantinもしくはKalavantinicha Sulka)はPrabal高原北部にある500mの高さの尖頭で、Machi およびVajepur村の側にある。ここがKalavanti Fortの遺跡である。